# Aeródromo de La Morgal
El aeródromo de La Morgal (OACI: LEMR) es una instalación aeroportuaria situada en el concejo asturiano de Llanera, en el norte de España. Cuenta con una pista de aterrizaje de 890 m y una pista-helipuerto con 5 puestos. Está dedicado a la aviación deportiva y de formación. Es la base de los helicópteros del SEPA (Servicio de Emergencias del Principado de Asturias), Bomberos de Asturias y 112 Asturias.
En 1952 se convirtió en el primer aeropuerto de Asturias, con vuelos nacionales. En 1963 fue clausurado para aviación comercial debido a las condiciones meteorológicas de la zona, con abundantes nieblas. 

## Historia
El campo de aviación de La Morgal tiene su origen en unas instalaciones militares inauguradas en 1933, cuya ubicación fue escogida por el Ministerio de Guerra y para el que el ayuntamiento de Llanera cedió los terrenos en 1927. Ya en 1929 los campos de La Morgal fueron usados para el aterrizaje y el despegue de aviones. Ese año uno de los pilotos de esos aviones fue la pionera española María Bernaldo de Quirós, que durante tres días realizó varios vuelos desde La Morgal.
Tras varios intentos de fijar un aeropuerto en el Principado, en 1934 se decidió la instalación de éste en Lugo de Llanera, si bien la Guerra Civil que habría de estallar 2 años después haría que ese aeródromo no se finalizara hasta 1942, aunque durante la contienda ya fue usado como aeródromo eventual. Las obras de construcción, durante la guerra y la inmediata posguerra, las realizaron cautivos republicanos del Batallón Disciplinario de Soldados Trabajadores n.° 40, destacado asimismo en Lugo de Llanera. En 1942 comenzó su actividad, contando por aquel entonces con dos pistas cruzadas en transversal (la actual 10/28 y la 01/19) además del actual hangar. 
El 17 de mayo de 1943 realiza un aterrizaje de emergencia un Consolidated B-24 Liberator bautizado Avenger II del 66.º escuadrón del 44.º grupo de bombardeo de la USAAF, con base en Cheddington, Inglaterra. Ese día, la segunda ala de grupo tenía como misión bombardear los muelles y talleres de reparación de submarinos alemanes en Burdeos. El aterrizaje se produjo sin nuevos desperfectos en el bombardero y sin heridos entre los once miembros de la tripulación, al mando del teniente Ray L. Hilliard, a pesar de volar con un solo motor en buenas condiciones, de la pequeña longitud de la pista y de una apisonadora al final de la misma. La tripulación desconocía la ubicación exacta del aeródromo y pensaban que habían tomado tierra en una «pista de cazas» cerca de Zaragoza. El avión acabó desguazado después de unos meses. 
Entre 1950 y 1952 se acometieron diversas actuaciones con el fin de adaptar el aeródromo a las operaciones civiles, se amplió la pista 10/28 y se construyó una plataforma y calle de entronque (ambas de hormigón) con la pista al sur de esta (aún pueden verse, son el actual aparcamiento de los usuarios del campo de golf). El 7 de septiembre de 1952 se inauguraron los vuelos comerciales con la llegada desde Madrid de las autoridades de Asturias en un Bristol 170. Los vuelos fueron realizados por la compañía AVIACO con los aviones Bristol 170 (posteriormente también se usarían otros aviones como el venerable DC-3), siendo los destinos Madrid, Barcelona, Bilbao y Vigo. 
Por Decreto de 6 de noviembre de 1953 del Ministerio del Aire se autoriza la cesión gratuita al Estado de los 941 650 m² de terreno de La Morgal ofrecidos el año anterior por la Diputación Provincial de Oviedo para la construcción de un aeropuerto cívico-militar. La Diputación de Asturias había condicionado la entrega a que «se utilizase también por aviación civil, en sus aspectos de transporte de viajeros y de mercancías».
En 1963, debido a que la localización del aeródromo era propensa a la formación frecuente de nieblas, se decidió cerrar el tráfico comercial, que no se restablecería en Asturias hasta el 18 de junio de 1968 con la inauguración del actual aeropuerto de Asturias.
Desde 1963 hasta mediados de los 80, siguió siendo usado por el Ejército del Aire y la aviación general, siendo cedido posteriormente al Principado de Asturias ya que, al no ser de interés nacional, pasaba a ser competencia del gobierno autonómico.
En 1986 se realizó un cambio radical en el aeródromo, eliminándose la pista 01/19, ampliando la pista 10/28 a las dimensiones actuales, y construyéndose un puesto para helicópteros en el entronque de la pista eliminada con la plataforma. El resto de la superficie ocupada por el aeródromo se dedicó a distintos usos, tanto deportivos como para instalaciones de los servicios de emergencia, parque de bomberos de La Morgal, Unidad Canina de Rescate del Principado de Asturias, Escuela de Seguridad Pública del Principado de Asturias (ESPPA) y la sede del 112 Asturias.
En 2006, debido al incremento de la actividad del servicio de emergencia, se acometió la ampliación de la zona usada por los helicópteros, pasando los puestos de 1 a 5, y una pista de hierba (04/22) con un puesto en el medio conectado por una calle de rodadura con la plataforma de estacionamiento.
Actualmente, el aeródromo está dedicado a la aviación deportiva y a la formación ligera y ultraligera, y el helipuerto es utilizado como base por el CUCO de la Guardia Civil (un MBB Bo 105) y por el SEPA (Servicio de Emergencias del Principado de Asturias), que utiliza un H135 como helicóptero para rescates y traslados sanitarios y un H125 como helicóptero multitarea.

### Juan Pablo II
Dentro del tercer viaje pastoral del papa Juan Pablo II a España, el aeródromo de La Morgal fue el lugar en el que celebró la eucaristía tras su llegada a Asturias el domingo 20 de agosto de 1989, tercer día del viaje. El papa llegó en un helicóptero del 402 escuadrón del Ejército de Aire es el y, ante más de 150 personas concelebró con 360 sacerdotes en sus primeras horas en Asturias. La homilía se centró en el trabajo y antes de la misa escuchó el Asturias, patria querida cuya música reconoció como igual a una canción de Polonia. Tras la celebración continuó viaje a Covadonga, donde pernoctó.